# Anthocodie

Vue générale d'un corail mou avec les principales sections

L'anthocodie, parfois anthocodia, est le corps du polype, chez les coraux mous.